# Bothriochloa hybrida
Bothriochloa hybrida là một loài thực vật có hoa trong họ Hòa thảo. Loài này được (Gould) Gould mô tả khoa học đầu tiên năm 1959.